# Somme
Somme ou, na sua forma portuguesa, Soma é um departamento da França localizado na região dos Altos da França. Sua capital é a cidade de Amiens.

## Historia
A área central de Somme foi palco de uma série de batalhas durante a Primeira Guerra Mundial. A mais reconhecida foi a Batalha do Somme, em 1916. Tendo como resultado, o departamento abriga muitos cemitérios militares e vários monumentos que homenageiam os soldados mortos de várias nacionalidades durante essas batalhas. A Batalha de Crécy de 1346, uma grande vitória inglesa no início da Guerra dos Cem Anos, também ocorreu em Somme.

## Geografia
O departamento de Somme fica na região de Hauts-de-France sendo cercado pelos departamentos de Pas-de-Calais, Nord, Aisne, Oise e Seine-Maritime. No noroeste, tem uma costa no canal da Mancha. Os principais rios são o Somme e seus afluentes.